# Eberhard Stendel
Eberhard Stendel (* 13. Januar 1913; † vor 1998) war ein deutscher Jurist.

## Werdegang
Stendel war von 1. September 1968 bis 31. Januar 1981 Richter am Bundesfinanzhof.

## Werke
- Eberhard Stendel: Das Arbeitsverhältnis nach dem Gesetz zur Ordnung der nationalen Arbeit. Nolte, Düsseldorf 1939; zugleich: Rechts- und staatswissenschaftliche Dissertation, Königsberg 1939